# Výklenková kaplička (Libá)
Výklenková kaple, také Bílá kaple, stojí v katastrálním území Libá v okrese Cheb. V roce 2007 byla Ministerstvem kultury České republiky prohlášena kulturní památkou ČR.

## Historie
Kaple se nachází asi 700 m západně od obce Libá na vyvýšenině u silnice III/21320 z Libé do Hůrky. Byla postavena pravděpodobně v polovině 18. století, její poloha je zakreslena na mapě Prvního vojenského mapování z let 1764–1768. V polovině 19. století byla upravena v klasicistním slohu. Po ukončení druhé světové války kaple chátrala a byla opravena až v roce 1976. Po prohlášení kaple v roce 2007 kulturní památkou byla obcí Libá v roce 2014 renovována. Kaplička spadala pod římskokatolickou farnost svaté Kateřiny v Libé.

## Popis
Bílá kaple je zděná omítaná drobná sakrální stavba postavena na půdorysu obdélníku s rovným závěrem a štíhlou věžičkou vztyčenou nad průčelím. Sedlová střecha je kryta bobrovkami. Hranolová věžička se čtvercovým průřezem je zděná, ukončená stanovou střechou s makovicí a křížem.
Orientace kaple je sever–jih. Hlavní jižní průčelí je prolomeno otevřeným výklenkem, který má půlkruhově valenou klenbu. V trojúhelníkovém štítu je vpadlé kruhové zrcadlo o průměru 0,62 m, rámované plochou štukovou šambránou. Stěny jsou hladké, ukončené jednoduchou korunní římsou. Fasády mají bílou barvu. Vnitřní prostor je omítnut hladkou omítkou bez členění. Při severní stěně je sokl pro oltář. Na stěně je zavěšený reliéf hlavy trpícího Krista. Vstup do výklenku je uzavřen novodobým železným plůtkem, osazeným v líci stavby.

### Rozměry
- Půdorys: 2,28 × 3,08 m
- Výška průčelí (bez věžičky): 3,55 m
- Výška výklenku: 2,00 m
- Šířka výklenku: 1,72 m
- Hloubka výklenku: 1,56 m